# Homare Okamura
Pour les articles homonymes, voir Okamura.
Homare Okamura (岡村ほまれ, Okamura Homare), née le 9 mai 2005, à Tokyo, au Japon, est une chanteuse, mannequin et danseuse japonaise, membre de Morning Musume.

## Biographie
Homare Okamura se présente en 2019 à l'audition destinée à choisir de nouvelles chanteuses pour faire partie du groupe phare du H!P Morning Musume, et est sélectionnée en mai 2019 à un ultime stage d'entrainement en vue de la sélection finale. Le 22 juin 2019, via la chaîne Youtube officielle, elle est présentée au public comme nouvelle membre du groupe, à quatorze ans, aux côtés de deux autres participantes du stage, Rio Kitagawa et de l'ex-membre Hello! Pro Kenshuusei Hokkaido Mei Yamazaki, formant la « 15e génération » du groupe.

## Groupes
- Au sein du Hello! Project : Morning Musume (2019–)

## Discographie

### Avec Morning Musume
Singles
- 22 janvier 2020 : KOKORO&KARADA / LOVEpedia / Ningen Kankei No way way
- 16 décembre 2020 : Junjou Evidence / Gyuu Saretai Dake na no ni
- 8 décembre 2021 : Teenage Solution / Yoshi Yoshi Shite Hoshii no / Beat no Wakusei
- 8 juin 2022 : Chu Chu Chu Bokura no Mirai / Dai Jinsei Never Been Better! / I WISH
- 21 décembre 2022 : Swing Swing Paradise / Happy birthday to Me!
- 25 octobre 2023 : Suggoi FEVER! / Wake-up Call~Mezameru Toki~ / Neverending Shine
- 14 août 2024 : Nandaka Sentimental na Toki no Uta / SaiKIYOU

Albums
- 31 mars 2021 : 16th ~That's J-POP~
- 27 novembre 2024 : 'Professionals-17th

## Filmographie

### Internet
- 2019- : Hello! Project Station

## Divers

### Comédies musicales et théâtres
- 2018 : Lovelys ~Kimi no Mayoi Michi~